# Wilhelm Gottlob Eisenbach
Wilhelm Gottlob Eisenbach (* 15. November 1823 in Stuttgart; † 10. Januar 1885 in Brackenheim) war ein württembergischer Oberamtmann.

## Leben
Eisenbach, Sohn eines Staatsschuldenzahlungs-Kassenbuchhalters und evangelischer Konfession, studierte in Tübingen von 1843 bis 1845 Regiminalwissenschaften. Er legte 1847 die erste und 1848 die zweite höhere Dienstprüfung ab.
Danach trat er in die württembergische Innenverwaltung ein. Er leitete als Oberamtmann das Oberamt Welzheim von 1866 bis 1872 und das Oberamt Brackenheim von 1872 bis 1885.

## Ehrungen
- 1876 Friedrichs-Orden, Ritterkreuz 1. Klasse